# Канем (департамент)
Канем е департамент, разположен в регион Канем, Чад. Департаментът се поделя на под-префектурите: Ам Добак, Зигей, Кекедина, Мао, Мелеа, Мондо, Ноку, Нтиона, Риг Риг, Уаджиги. Негов административен център е град Мао.